# Леарт Пачярада
Леарт Пачярада (алб. Leart Paqarada, нар. 8 жовтня 1994, Бремен) — косовський, албанський та німецький футболіст, фланговий захисник німецького клубу «Кельн».
Гравець національної збірної Косова.

## Клубна кар'єра
Народився 8 жовтня 1994 року в місті Бремен. Розпочинав займатися футболом в клубі «Вердер» з його рідного міста Бремен. У 2003 році він приєднався до леверкузенського «Баєра», в якому пройшов усі юнацькі рівні. 12 серпня 2012 року він дебютував за «фармацевтів» у Бундеслізі для гравців до 19 років. 17 листопада того ж року Пачярада вперше вийшов на поле у складі резервної команди клубу в рамках Регіональної ліги «Захід», за яку в підсумку зіграв 30 матчах чемпіонату, проте до першої команди так і не пробився.
У липні 2014 року Пачярада перейшов в клуб Другої Бундесліги «Зандгаузен». 10 серпня 2014 року дебютував у Другій Бундеслізі в матчі з «Кайзерслатерном» (1:1), відіграв усі 90 хвилин і на 84-й хвилині отримав жовту картку.
В серпні 2020 року футболіст підписав трирічний контракт з клубом Другої Бундесліги «Санкт-Паулі». 13 вересня 2020 року у кубковому матчі проти «Ельферсберга» Пачярада провів першу гру в новій команді.
В січні 2023 року стало відомо, що футболіст не буде продовжувати контракт з клубом і влітку того року Пачярада як вільний агент приєднався до «Кельна». З яким в сезоні 2024/25 виграв турнір Другої Бундесліги і підвищився до вищого дивізіону.

## Виступи за збірні
2009 року дебютував у складі юнацької збірної Німеччини, взяв участь у 14 іграх на юнацькому рівні.
6 лютого 2013 року провів один матч у складі молодіжної збірної Албанії проти однолітків з Македонії (0:0). 
7 вересня 2014 року дебютував в офіційних іграх у складі національної збірної Косова у товариському матчі проти збірної Оману, вийшовши у стартовому складі команди.

## Статистика виступів

### Статистика клубних виступів
| Сезон                  | Команда                | Чемпіонат              | Чемпіонат | Чемпіонат | Національний кубок | Національний кубок | Національний кубок | Континентальні кубки | Континентальні кубки | Континентальні кубки | Інші змагання | Інші змагання | Інші змагання | Усього | Усього |
| Сезон                  | Команда                | Ліга                   | Ігор      | Голів     | Ліга               | Ігор               | Голів              | Ліга                 | Ігор                 | Голів                | Ліга          | Ігор          | Голів         | Ігор   | Голів  |
| ---------------------- | ---------------------- | ---------------------- | --------- | --------- | ------------------ | ------------------ | ------------------ | -------------------- | -------------------- | -------------------- | ------------- | ------------- | ------------- | ------ | ------ |
| 2012–13                | «Баєр 04 II»           | Р (IV)                 | 3         | 0         | -                  | -                  | -                  | -                    | -                    | -                    | -             | -             | -             | 3      | 0      |
| 2013–14                | «Баєр 04 II»           | RL (IV)                | 27        | 1         | -                  | -                  | -                  | -                    | -                    | -                    | -             | -             | -             | 27     | 1      |
| Усього за «Баєр 04 II» | Усього за «Баєр 04 II» | Усього за «Баєр 04 II» | 30        | 1         |                    | 0                  | 0                  |                      | -                    | -                    |               | -             | -             | 30     | 1      |
| 2014–15                | «Зандгаузен»           | 2БЛ (ІІ)               | 14        | 0         | КН                 | 1                  | 0                  | -                    | -                    | -                    | -             | -             | -             | 15     | 0      |
| 2015–16                | «Зандгаузен»           | 2БЛ (ІІ)               | 29        | 0         | КН                 | 2                  | 0                  | -                    | -                    | -                    | -             | -             | -             | 31     | 0      |
| 2016–17                | «Зандгаузен»           | 2БЛ (ІІ)               | 2         | 0         | КН                 | 1                  | 0                  | -                    | -                    | -                    | -             | -             | -             | 3      | 0      |
| Усього за «Зандгаузен» | Усього за «Зандгаузен» | Усього за «Зандгаузен» | 45        | 0         |                    | 4                  | 0                  |                      | -                    | -                    |               | -             | -             | 49     | 0      |
| Усього за кар'єру      | Усього за кар'єру      | Усього за кар'єру      | 75        | 1         |                    | 4                  | 0                  |                      | -                    | -                    |               | -             | -             | 79     | 1      |

### Статистика виступів за збірну
| Дата       | Місто              | Господарі         | Результат | Гості  | Турнір            | Голи | Примітки |
| ---------- | ------------------ | ----------------- | --------- | ------ | ----------------- | ---- | -------- |
| 03/06/2016 | Франкфурт-на-Майні | Фарерські острови | 0 – 2     | Косово | товариський матч  | -    |          |
| 05/09/2016 | Турку              | Фінляндія         | 1 – 1     | Косово | Відбір до ЧС 2018 | -    |          |
| Усього     |                    | Матчів            | 2         |        | Голів             | 0    |          |